# Marc Landry Babo
Marc Landry Babo (* 13. März 1991) ist ein ivorischer Fußballspieler.

## Karriere
Marc Landry Babo kam 2013 nach Thailand und unterschrieb einen Vertrag beim damaligen Thai-Premier-League-Verein Samut Songkhram FC. Seine vorherigen Stationen sind unbekannt. Nach einem Jahr ging er nach Chiangmai, wo er sich dem Chiangmai FC anschloss. Nach der Hinserie wechselte er nach Angthong um sich dem dort beheimateten Zweitligisten Angthong FC anzuschließen. Anfang 2018 verließ er den Verein und unterschrieb einen Vertrag beim Zweitligisten Khon Kaen FC in Khon Kaen. Nach einem Jahr in Khon Kaen unterschrieb er 2019 einen Vertrag beim Ligakonkurrenten Sisaket FC in Sisaket. Ayutthaya United FC, ein Zweitligist aus Ayutthaya nahm ihn ab 2020 unter Vertrag. Nach vier Zweitligaspielen und drei Toren wechselte er Anfang September 2020 zum Erstligaaufsteiger Police Tero FC nach Bangkok. Für den Erstligaaufsteiger absolvierte er fünf Spiele. Ende 2020 wechselte er auf Leihbasis zu seinem ehemaligen Verein, den Zweitligisten Sisaket FC. Für den Zweitligisten absolvierte er elf Spiele. Am Ende der Saison musste er mit Sisaket in die dritte Liga absteigen. Nach Vertragsende bei Police wechselte er im Juni 2021 zum Erstligaabsteiger Trat FC. Für den Zweitligisten aus Trat absolvierte er 31 Zweitligaspiele. Im Juli 2022 ging er wieder in die erste Liga, wo er einen Vertrag bei seinem ehemaligen Verein Police Tero unterschrieb. Nach 26 Erstligaspielen wurde sein Vertrag nach der Hinserie im Dezember 2023 nicht verlängert.

## Auszeichnungen
Thai Premier League Division 1
- Torschützenkönig: 2014